# 1994 FIFAワールドカップ・オセアニア予選
1994 FIFAワールドカップ・オセアニア予選は、オセアニア地区の1994 FIFAワールドカップ・予選である。オセアニアサッカー連盟（OFC）から6チームが参加した（当初は西サモアも参加を表明していたが棄権した）。
出場枠は0.25で、大陸間プレーオフを2連勝した場合本大会に進出できる。この地区予選を制し大陸間プレーオフに進出したオーストラリアは、大陸間プレーオフ1戦目はカナダを破るものの、2戦目でアルゼンチンに敗れ、本大会進出はならなかった。

## 方式
1次予選
6チームを3チームずつ2組に分け、ホーム・アンド・アウェーの2順の総当たり戦を行う。各組1位のチームが最終予選に進出する。
最終予選
進出した2チームがホーム・アンド・アウェー方式で対戦する。勝者が大陸間プレーオフに進出する。

## 1次予選

### グループA
| 1992年7月11日 |

| ソロモン諸島 | 1 - 1 | タヒチ |
|              |       |        |

| ソロモン諸島・ホニアラ |

| 1992年9月4日 |

| ソロモン諸島 | 1 - 2 | オーストラリア |
|              |       |                |

| ソロモン諸島・ホニアラ |

| 1992年9月11日 |

| タヒチ | 0 - 3 | オーストラリア |
|        |       |                |

| タヒチ・パペーテ |

| 1992年9月20日 |

| オーストラリア | 2 - 0 | タヒチ |
|                |       |        |

| オーストラリア・ブリスベン |

| 1992年9月26日 |

| オーストラリア | 6 - 1 | ソロモン諸島 |
|                |       |              |

| オーストラリア・ニューカッスル |

| 1992年10月9日 |

| タヒチ | 4 - 2 | ソロモン諸島 |
|        |       |              |

| タヒチ・パペーテ |

オーストラリアが4勝、タヒチが1勝1分2敗、ソロモン諸島が1分3敗で、オーストラリアが最終予選進出。

### グループB
| 1992年6月7日 |

| ニュージーランド | 3 - 0 | フィジー |
|                  |       |          |

| ニュージーランド・クライストチャーチ |

| 1992年6月27日 |

| バヌアツ | 1 - 4 | ニュージーランド |
|          |       |                  |

| バヌアツ・ポートビラ |

| 1992年7月1日 |

| ニュージーランド | 8 - 0 | バヌアツ |
|                  |       |          |

| ニュージーランド・オークランド |

| 1992年9月12日 |

| フィジー | 3 - 0 | バヌアツ |
|          |       |          |

| フィジー・スバ |

| 1992年9月19日 |

| フィジー | 0 - 0 | ニュージーランド |
|          |       |                  |

| フィジー・スバ |

| 1992年9月26日 |

| バヌアツ | 0 - 3 | フィジー |
|          |       |          |

| バヌアツ・ポートビラ |

ニュージーランドが3勝1分、フィジーが2勝1分1敗、バヌアツが4敗で、ニュージーランドが最終予選進出。

## 最終予選
| 1993年5月30日 |

| ニュージーランド | 0 - 1 | オーストラリア |
|                  |       |                |

| ニュージーランド・オークランド |

| 1993年6月6日 |

| オーストラリア | 3 - 0 | ニュージーランド |
|                |       |                  |

| オーストラリア・メルボルン |

オーストラリアが大陸間プレーオフ進出。